# 官桥镇 (浏阳市)
官桥镇为中国湖南省浏阳市下辖镇，官桥位于浏阳市西南部。辖域西北部与镇头镇接壤，东北部与普迹镇毗邻，南部与株洲县、醴陵市枫林市乡交界。全镇辖域总面积87.8平方公里，总人口26,217人(2000年人口普查)，下辖9个行政村、1个社区。

## 现行行政区划
官桥镇下辖以下村级行政区划单位
集镇社区、林塘村、德慎村、九龙村、苏故村、保华村、新元村、一江村、八角亭村和石灰嘴村。